# 黃嘉樂
黃嘉樂（英語：Stephen Wong Ka Lok，1978年12月14日—），香港男演員，曾為無綫電視經理人合約藝員。現以自由身與無綫電視合作。

## 簡歷
黃嘉樂畢業於九龍工業學校，起初曾想當海關職員，但被父親阻止，後於電訊盈科工作和兼職模特兒。他在一次到電視廣播城藝員科檢查電話系統期間，獲該部門同事邀請投考藝員訓練班，惟那時並沒有興趣涉足演藝圈，遂當面拒絕了。不久，該部門同事再問其意願時，他認為自己年輕且覺得吸引就一口答應，經試鏡後便正式入讀無綫電視第十七期藝員訓練班。他入行至今演出逾40部劇集，但多年來只在連續劇內以閒角或配角身份（如弟弟一類）登場，作品包括《古灵精探B》、《舞动全城》、《盛世仁杰》等等。
除為無綫電視拍攝劇集外，黃嘉樂於2011年亦曾嘗試北上發展，有份演出中央電視台電視劇《媽祖》，但合作的經理人公司之後擅自向內地製作單位，提出以每集十萬元作薪酬，而令其名譽一度受損。即使仍繼續拍攝一些內地、台灣電影，卻又因該公司資金周轉不靈，以致發展空間受阻。當時（大約2013、2014年）他與該公司剩下一年合約，加上突然獲無綫電視助理總經理（藝員管理及發展）樂易玲主動邀約成為經理人合約藝員，遂選擇放棄往北京發展，留在無綫電視至今。
2018年，黃嘉樂參演劇集《果欄中的江湖大嫂》中退隱江湖大哥「陳政勇」一角，因演技不俗而獲觀眾讚賞；及後曾於《明報周刊》訪問中透露入行十七年，當中遇過不少事業低谷，使他曾想過放棄轉行，也憶述2015年父親患癌離世令其事業停滯、有太多負面情緒。2019年，他分別在《白色強人》及《解決師》裡擔演要角「林學祈」及「龍少鳳」，在2020年的《大醬園》的「萬卓楠」表現這三個角色同樣受到注目；近年成為前無綫電視監製梁材遠與劉家豪的常用演員。
2022年12月2日，黃嘉樂與無綫結束合約後，結束21年賓主關係，Bing網站內刪除TVB其他藝員合約資料，表示其沒有藝人網頁上再度離巢，但選擇離開無線電視後依然仍以自由身演員的個人身份某種合作方式參與劇集。本尊就位成為他在tvb最後一部劇

## 感情生活
黃嘉樂於2017年與婚禮攝影師江惠賢（Samantha）開始交往，感情穩定。2022年5月，黃嘉樂宣布求婚成功，兩人於同年8月19日假香港麗思卡爾頓酒店正式結婚。

## 演出作品

### 電視劇（無綫電視）
| 首播   | 劇名               | 角色               |
| 2001年 | 皆大歡喜(時裝)     | 多個不同配角       |
| 2002年 | 無考不成冤家       | 談天平（三杉）     |
| 2002年 | 烈火雄心II         | 伴郎               |
| 2002年 | 烈火雄心II         | 樂                 |
| 2003年 | 洗冤錄II           | 衙差               |
| 2003年 | 十萬噸情緣         | 職員               |
| 2003年 | 衛斯理             | 鄭氏職員           |
| 2003年 | 金牌冰人           | 民眾               |
| 2003年 | 律政新人王         | 証人               |
| 2003年 | 戀愛自由式         | Rex                |
| 2003年 | 美麗在望           | 盧俊龍（John）     |
| 2003年 | 衝上雲霄           | 李子維（Victor）   |
| 2003年 | 凤舞香罗           | 阿忠               |
| 2004年 | 無名天使3D         | 侍應生             |
| 2004年 | 棟篤神探           | 粵語長片飛仔及醫生 |
| 2004年 | 青出於藍           | 劉國華             |
| 2004年 | 一屋兩家三姓人     | 高志修、谷慧庭同事 |
| 2005年 | 甜孫爺爺           | 服務生             |
| 2005年 | 心花放             | 童仁               |
| 2005年 | 學警雄心           | 蛋                 |
| 2005年 | 老婆大人           | 程勇智             |
| 2005年 | 我的野蠻奶奶       | 張有年             |
| 2005年 | 佛山贊師父         | 雷炳               |
| 2005年 | 識法代言人         | 彭家偉             |
| 2006年 | 飛短留長父子兵     | 范天明             |
| 2006年 | 追魂交易           | 梁嘉松             |
| 2006年 | 心慌·心郁·逐個捉   | 權哥               |
| 2006年 | 滙通天下           | 虎兒赤             |
| 2007年 | 突圍行動           | 童日朗（Vincent）  |
| 2007年 | 蕭十一郎           | 飛馬堂弟子         |
| 2007年 | 十兄弟             | 雅文書齋老闆       |
| 2007年 | 迎妻接福           | 祝天壽             |
| 2007年 | 舞動全城           | 游上達             |
| 2008年 | 金石良緣           | 張振興             |
| 2008年 | 法證先鋒II         | 傅正基             |
| 2008年 | 甜言蜜語           | 齊家安             |
| 2009年 | 巾幗梟雄           | 蔣喬（少年）       |
| 2009年 | 烈火雄心3          | 高浩南（阿南）     |
| 2009年 | 古靈精探B          | 黃棠               |
| 2010年 | 鐵馬尋橋           | 顧汝仁             |
| 2010年 | 讀心神探           | 何志偉             |
| 2011年 | 仁心解碼           | 鄭心傑             |
| 2011年 | OnlyYou只有您      | Don3               |
| 2011年 | 點解阿Sir係阿Sir   | 江棟樑（江Sir）    |
| 2011年 | 怒火街頭           | 高永良             |
| 2011年 | 真相               | 周籌（ChowChow）   |
| 2011年 | 紫禁驚雷           | 納蘭性德           |
| 2012年 | 盛世仁傑           | 武延德（武少將）   |
| 2012年 | 耀舞長安           | 戴岸南（戇男）     |
| 2013年 | 談談情練練武       | 客戶公司職員1      |
| 2013年 | 衝上雲霄II         | 李子維（Victor）   |
| 2013年 | 巨輪               | 喬偉健（Kim）      |
| 2014年 | 守業者             | 彭國良（表少）     |
| 2014年 | 點金勝手           | 何雙慶／楊世良     |
| 2014年 | 我們的天空         | 霍惠新             |
| 2015年 | 華麗轉身           | 錢家明             |
| 2015年 | 張保仔             | 韓勇               |
| 2016年 | 為食神探           | 潘啟德（Jason）    |
| 2016年 | 致命復活           | 康成賢（Calvin）   |
| 2017年 | 財神駕到           | 李修               |
| 2017年 | 心理追兇MindHunter | 方家朗             |
| 2017年 | 同盟               | 方立德             |
| 2017年 | 溏心風暴3          | 細輝               |
| 2018年 | 果欄中的江湖大嫂   | 陳政勇             |
| 2018年 | 逆緣               | 余嘉灌（Ron）      |
| 2019年 | 白色強人           | 林學祈             |
| 2019年 | 十二傳說           | 歐陽健             |
| 2019年 | 街坊財爺           | 譚兆堅             |
| 2019年 | 解決師             | 龍少鳳             |
| 2019年 | 多功能老婆         | 歐景琛             |
| 2020年 | 大醬園             | 萬卓楠             |
| 2020年 | 那些我愛過的人     | 龔嘉豪             |
| 2020年 | 香港愛情故事       | Hogan              |
| 2021年 | 逆天奇案           | 李世華             |
| 2021年 | 刑偵日記           | 楊佑廷             |
| 2021年 | 我家無難事         | 馮耀山（Mountain） |
| 2021年 | 十月初五的月光     | Robin              |
| 2022年 | 食腦喪Ｂ           | 余正甫             |
| 2022年 | 痞子殿下           | 紀揚               |
| 2023年 | 法言人             | 庾國棟（Will)      |
| 2024年 | 旁觀者             | 譚偉文             |
| 2024年 | 本尊就位           | 辛正義             |
| 2025年 | 富貴千團           | 馮智堅             |

### 電視劇（中國大陸）
| 首播            | 劇名   | 角色   |
| 中央電視台      |        |        |
| 2012年          | 媽祖   | 楊生全 |
| 愛奇藝/北京衛視 |        |        |
| 2025年          | 守誠者 | 陳耀揚 |

### 電影
| 首映   | 電影名                   | 角色        |
| 2004年 | 懸案追兇（無綫電視電影） | 見習醫生    |
| 2008年 | 我的最愛                 | 阿俊        |
| 2008年 | 親愛的                   | 阿強        |
| 2011年 | 蔡李佛                   | 左長空      |
| 2012年 | 大追捕                   | 少年林正忠  |
| 2013年 | 明天记得爱上我           | Thomas      |
| 2013年 | 不二神探                 | Anglela下屬 |
| 2013年 | 本可改變的結局（微電影） | 張聶        |
| 2014年 | 第7謊言                  | Derek       |
| 2015年 | 色模                     | 阿森        |
| 2024年 | 寄了一整個春天           |             |

### 電視節目（無綫電視）
| 首播   | 節目名     | 備註         |
| 2001年 | 異靈靈異   | 飾演踢波青年 |
| 2021年 | 明星運動會 | 演出         |
| 2022年 | 好聲好戲   | 第二輯參賽者 |

### 音樂錄像
| 年份   | 歌名              | 歌手           |
| 2001年 | 劉德華            | 黃品冠         |
| 2003年 | 娛樂你朋友        | 方力申         |
| 2003年 | 少見不怪          | 陳奕迅         |
| 2003年 | 手下敗將          | 關心妍         |
| 2003年 | 得個講字          | 3G             |
| 2003年 | 窮爸爸            | 許志安         |
| 2004年 | 內傷              | 鄭伊健         |
| 2004年 | 886               | 薛凱琪         |
| 2004年 | 先知              | 黃馨           |
| 2004年 | 緋聞男友          | 劉浩龍         |
| 2005年 | 暗戀航空          | 官恩娜         |
| 2005年 | 密雲              | 梁詠琪         |
| 2005年 | 二等天使          | 劉浩龍         |
| 2005年 | 阿牛              | 陳奕迅         |
| 2005年 | ABC君             | 方力申         |
| 2005年 | 魘                | 傅珮嘉         |
| 2005年 | 你女友            | 陳文媛         |
| 2006年 | 聽話              | 方皓玟         |
| 2006年 | 別怪他            | 楊秀惠         |
| 2006年 | 愛你變成恨你      | 吳雨霏         |
| 2007年 | 地下鐵            | 梁雨恩         |
| 2007年 | 男人KTV（劇場版） | 側田           |
| 2007年 | 化                | 楊千嬅         |
| 2007年 | 好好擁抱          | 鍾舒漫         |
| 2007年 | 請我代言          | 謝文雅         |
| 2007年 | 送舊迎新          | 關心妍         |
| 2007年 | 愛的故事上集      | 李逸朗、蔣雅文 |
| 2019年 | 每段愛還是錯      | 吳若希         |

## 曾獲獎項與提名
| 年份   | 獎項                               | 結果 |
| 2019年 | 萬千星輝頒獎典禮2019「最佳男配角」 | 提名 |
| 2020年 | 萬千星輝頒獎典禮2020「最佳男配角」 | 提名 |
| 2021年 | 萬千星輝頒獎典禮2021「最佳男配角」 | 提名 |

## 外部連結
- 黃嘉樂的Instagram帳戶
- 黄嘉乐Kalok的新浪微博
- 黄嘉乐Kalok的新浪博客
- Wong Ka Lok 黃嘉樂的Facebook專頁
- 黃嘉樂在香港影庫上的簡介